# یادگیری پژوهش‌محور
یادگیری پژوهش‌محور (به انگلیسی: Inquiry-based learning)، یکی از موضوع‌های مهم در بحث یادگیری است. در سال ۱۹۶۰ میلادی جوزف شواب خواستار تقسیم تحقیقات در سه سطح مجزا شد. این موضوع بعدها توسط مارشال هرون در سال ۱۹۷۱ به رسمیت شناخته شد، کسی که مقیاس هرون را برای سنجش میزان پرس و جو در یک تمرین آزمایشگاهی خاص توسعه داد. از آن زمان، تعداد تجدیدی نظر پیشنهاد شده‌است و تحقیق می‌تواند شکل‌های مختلفی داشته باشد. طیفی از روش‌های تدریس مبتنی بر تحقیق در دسترس است.

## ویژگی‌ها
فرآیندهای یادگیری خاص که افراد در طول یادگیری پرس‌وجو با آن درگیر می‌شوند عبارت است از:
- ایجاد سؤال از خود، به دست آوردن شواهد پشتیبان برای پاسخ به سوال(ها)، توضیح شواهد جمع‌آوری شده اتصال توضیح به دانش به دست آمده از فرایند تحقیق ایجاد استدلال و توجیه برای توضیح

یادگیری مبتی بر پرس و جو ایجاد سؤالات، انجام مشاهدات، انجام تحقیق برای یافتن آن که چه اطلاعاتی تا حالا ثبت شده‌است، توسعه روش‌هایی برای آزمایش‌ها، توسعه ابزار برای جمع‌آوری داده‌ها، جمع‌آوری، تجزیه و تحلیل و تفسیر داده‌ها، تشریح توضیحات احتمالی و ایجاد پیش‌بینی برای مطالعه آینده را در بر می‌گیرد.

### یادگیری کنجکاوانه
فیلیپ براون، جامعه‌شناس آموزش، یادگیری کنجکاویی را به عنوان یادگیری با انگیزه درونی (مانند کنجکاویی و علاقه به دانش به خواست خود) در مقابل یادگیری اکتسابی که انگیزه بیرونی دارد (مثلاً با کسب نمرات بالا در امتحانات برای کسب اعتبار) تعریف می‌کند.با این حال، گاهی اوقات اصطلاح یادگیری کنجکاویی به راحتی به عنوان مترادف برای یادگیری مبتنی بر تحقیق استفاده می‌شود.
1. رابرت بین در کتاب چگونه دانش آموزان یادمی‌گیرند، رویکرد مشابهی با نام «مسئله‌سازی تاریخ» دارد.[۱۴] به این صورت که: ابتدا یک برنامه درسی یادگیری حول مفاهیم محوری سازماندهی می‌شود. در مرحله بعد، یک سؤال و منابع اولیه، مانند گزارش‌های تاریخی شاهدان عینی ارائه می‌شود. وظیفه تحقیق ایجاد یک تفسیر از تاریخ است که با آن بتوان به پرسش اصلی پاسخ داد. دانش آموزان فرضیه ای تشکیل می‌دهند، اطلاعات را جمع‌آوری و در نظر می‌گیرند و در حین ارزیابی داده‌های خود، فرضیه خود را مجدداً بررسی می‌کنند.

همان‌طور که در قسمت بالا در مورد علوم اعصاب یادگیری پرس و جو ذکر شده‌است، مهم است که به دانش آموزان آموزش دهند که چگونه از طریق چهار سطح پرس و جو، پرس و جو کنند. نمی‌توان پنداشت که آنها می‌دانند چگونه بدون مهارت‌های اساسی پرس و جو کنند. مجبور کردن دانش‌آموزان در سنین پایین‌تر باعث می‌شود که بعداً یادگیری پرس و جو غنی شوند.